# القناوي

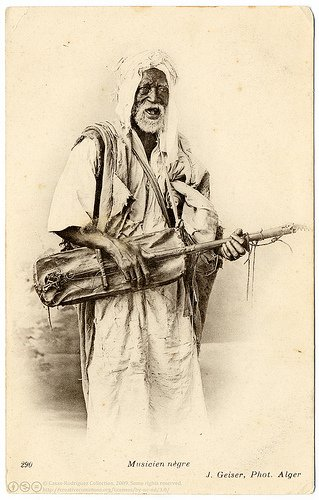
قناوي جزائري

موسيقى الترقية وموسيقى القناوة (ديوان)
ترقية (Tergui) هو النمط التقليدي للتعبير في جنوب الجزائر إلى جانب اللهجة العربية. وهو من الموسيقى القديمة المستوردة من أفريقيا إلى الجزائر من قبل السلالات الحاكمة في المغرب العربي؛ موسيقى الترقية تتأثر، ضمن أمور أخرى، بالتندي (Tindé) (وهو أسلوب يستخدم في أقصى جنوب الجزائر)، وتميمون (Timimoun) المعروفة بقورارة، الواحة الحمراء أهليل (Ahellil).
وموسيقى «قناوة» الجزائرية هي في الواقع «موسيقى ديوان قناوة» ومصطلح «الديوان» هو لفظ عربي في الأصل، وقد اشتهرت به موسيقى قناوة المغرب دولياً.
يستخدم لفظ «الموسيقى الديواني» للدلالة على «الموسيقى القناوية» ويوجد هذا النوع من الموسيقى في تونس ومصر (وربما أيضا في ليبيا) تحت اسم خاص يعرف به في بلد أو آخر.
ولموسيقى الديواني الجزائرية ما يشابهها في أفريقيا جنوب الصحراء الكبرى حيث تُمارس في بعض «الطقوس الروحانية»، وتتحدد شهرتها شأنها في ذلك شأن موسيقى «قناوة» في كل من المغرب وتونس وليبيا ومصر بحجم الشريحة السكانية التي تمارسها. وعلى أية حال فإن (الموسيقى القناوية) في كل هذه البلدان أو المناطق، ليست لها نفس القوة أو التأثير على الساحة الثقافية في تلك البلدان والمناطق.
في عام 2006م، أعلنت السلطات الثقافية الجزائرية عن «جزئرة» (Algériennité) هذا النوع من الموسيقى ضمن مشروع بناء الأمة وذلك في محاولة لتكرار النجاح الذي لقيته «موسيقى القناوي» في الجزائر والمغرب. وتم تنظيم فعاليات لمدة عامين، على غرار مهرجان موسيقى قناوة في مدينة الصويرة بالمغرب.
أسوة بغيرها من مختلف البلدان المغاربية، فإن «موسيقى الديواني» بالجزائر في حاجة - وعلى الصعيد الوطني- إلى إعادة نظر في مسار رحلتها الطويلة عبر الصحراء، سعياً لإيجاد خصوصيتها التي يمكن العمل على إثرائها وتعزيز وجودها.
قبول وجود هذا النوع ينطوي على اعتراف بالثقافة الأفريقية، وظاهرة الرق التي حدثت في الماضي مع جميع ما تحيط به من أمور تعتبر من المحرمات التي لا يمكن الخوض فيها.
ومن أشهر الفنانين في هذه الموسيقى: عثمان بالي، خنساء جريدة (ديواني)، بشارية (بسكرة)، جدعة (ديواني) بشار، وزياد كريم.
القناوى أو «القناويّة» هي موسيقى تحضى بشعبيّة كبيرة في الجنوب التونسي وخاصة في الجنوب الغربي والتي تلقب بالسطونبالي والبنغة في مدينة نفطة والتي تعتبر أكثر بلدة تهتم بهذه الموسيقى في تونس ونجد فرق محليّة تختص في هذا المجال وتقوم بالعديد من الأعمال الموسيقيّة في أغلب المناسبات والمهرجانات الدوليّة والأعياد وما يسمى ب«دخلة الأولياء الصالحين» مثل دخلة الولي «سيدي مرزوق» بنفطة وهي عبارة عن استعراض يتشارك فيه كافة فرق القناوى ليشكل فريقا واحد متكاملا يطرب مسامع الحضور وينطلق هذا العرض من أول البلدة حتى الوصول إلى المقام الذي يبعد ما يقارب خمسة كلم على مسافة الانطلاق.